# Kingspan Breffni Park
Breffni Park - conosciuto per ragioni di sponsorizzazione come Kingspan Breffni Park- è uno stadio irlandese della Gaelic Athletic Association situato a Cavan, capoluogo dell'omonima contea. Ha una capacità di circa 32000 posti ( di cui solo 6000 a sedere) e il suo nome, Breffni, si riferisce all'area che ingloba le contee di Cavan e Leitrim, un tempo identificata come Regno di Breffni. L'impianto è uno dei pochi in Irlanda ad essere dotato di un impianto di illuminazione artificiale.

## Inaugurazione
L'apertura di Breffni Park avvenne nel 1923 per mano di Eoin O'Duffy il quale esortò la GAA a impedire che la gioventù irlandese fosse risucchiata dal mare di immoralità che caratterizzava il periodo.

## Atletica
Nel giugno 2009 fu battuto sulla pista dello stadio il record mondiale per la staffetta di 20 ore. All'impresa presero parte 1868 partecipanti.

## Camogie
Il 7 giugno 2009 venne organizzato sul terreno di gioco un giorno di promozione per il camogie ( l'equivalente femminile dell'hurling)

## Calcio gaelico
Nell'impianto si tengono importanti sfide del campionato di calcio gaelico della provincia dell'Ulster. Nel 2009, in occasione dei quarti di finale, contro ogni pronostico, Cavan si sbarazzò per 0-13 1-9 della franchigia della contea di Fermanagh.